# Compresor de aire

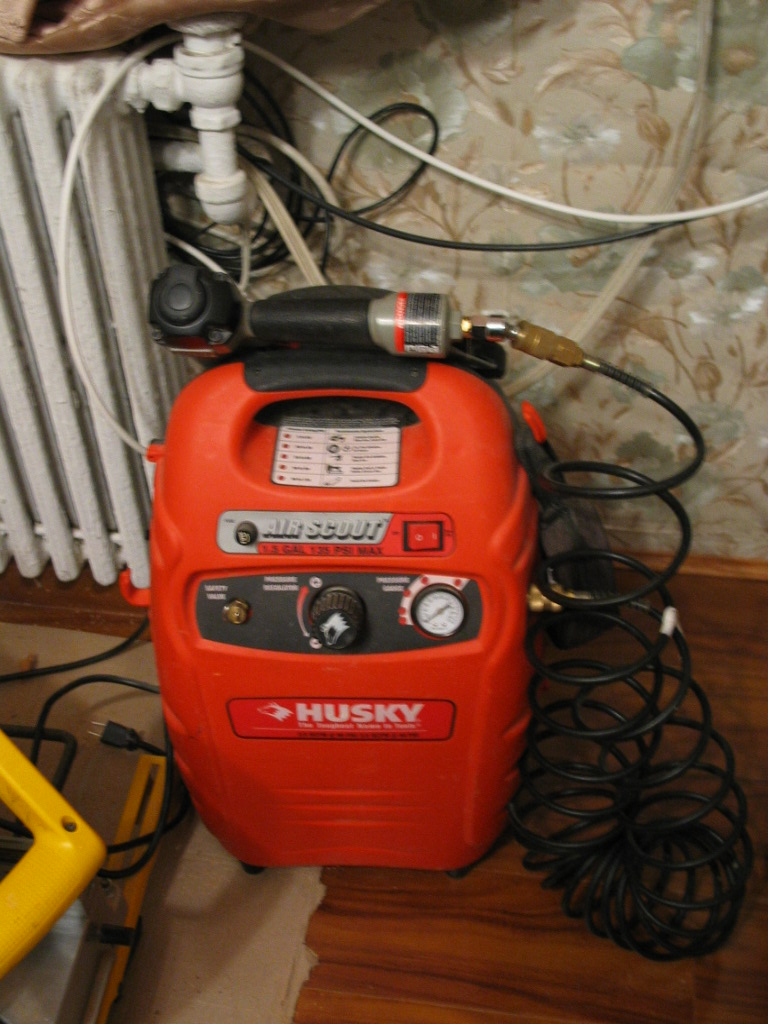
El compresor de aire suministra aire a una pistola de clavos

Un compresor de aire es un dispositivo neumático que convierte la energía (usando un motor eléctrico, un motor diésel o de gasolina, etc.) en energía potencial almacenada en aire presurizado (es decir, aire comprimido). Mediante uno de varios métodos, un compresor de aire fuerza cada vez más aire al interior de un tanque de almacenamiento, aumentando la presión. Cuando la presión del tanque alcanza su límite superior diseñado, el compresor de aire se apaga. El aire comprimido, entonces, se mantiene en el tanque hasta que se usa. La energía contenida en el aire comprimido se puede utilizar para una variedad de aplicaciones, utilizando la energía cinética del aire a medida que se libera y el tanque se despresuriza. Cuando la presión del tanque alcanza su límite inferior, el compresor de aire se enciende nuevamente y vuelve a presurizar el tanque. Un compresor de aire debe diferenciarse de una bomba porque funciona con cualquier gas/aire, mientras que las bombas funcionan con un líquido.

## Clasificación
Los compresores se pueden clasificar según la presión suministrada:
1. Compresores de aire de baja presión (LPAC), que tienen una presión de descarga de 150 libras por pulgada cuadrada (10,6 bar) o menos[2]
2. Compresores de media presión que tienen una presión de descarga de 151 a 1000 libras por pulgada cuadrada (10,4 a 68,9 bar).[2]
3. Compresores de aire de alta presión (HPAC), que tienen una presión de descarga superior a 1 libra por pulgada cuadrada (0,1 bar)[2]

También se pueden clasificar según el diseño y el principio de funcionamiento:
1. Compresor alternativo de una etapa
2. Compresor alternativo de dos etapas
3. Compresor compuesto
4. Compresor de tornillo rotativo
5. Compresor rotativo de paletas
6. Compresor scroll
7. Compresor axial
8. Compresor centrífugo

## Tipo de desplazamiento
Existen numerosos métodos de compresión de aire, divididos en tipos de desplazamiento positivo o rotodinámicos.

### Desplazamiento positivo
Los compresores de desplazamiento positivo funcionan forzando aire en una cámara cuyo volumen se reduce para comprimir el aire. Una vez que se alcanza la presión máxima, se abre un puerto o válvula y se descarga aire en el sistema de salida desde la cámara de compresión. Los tipos comunes de compresores de desplazamiento positivo son:

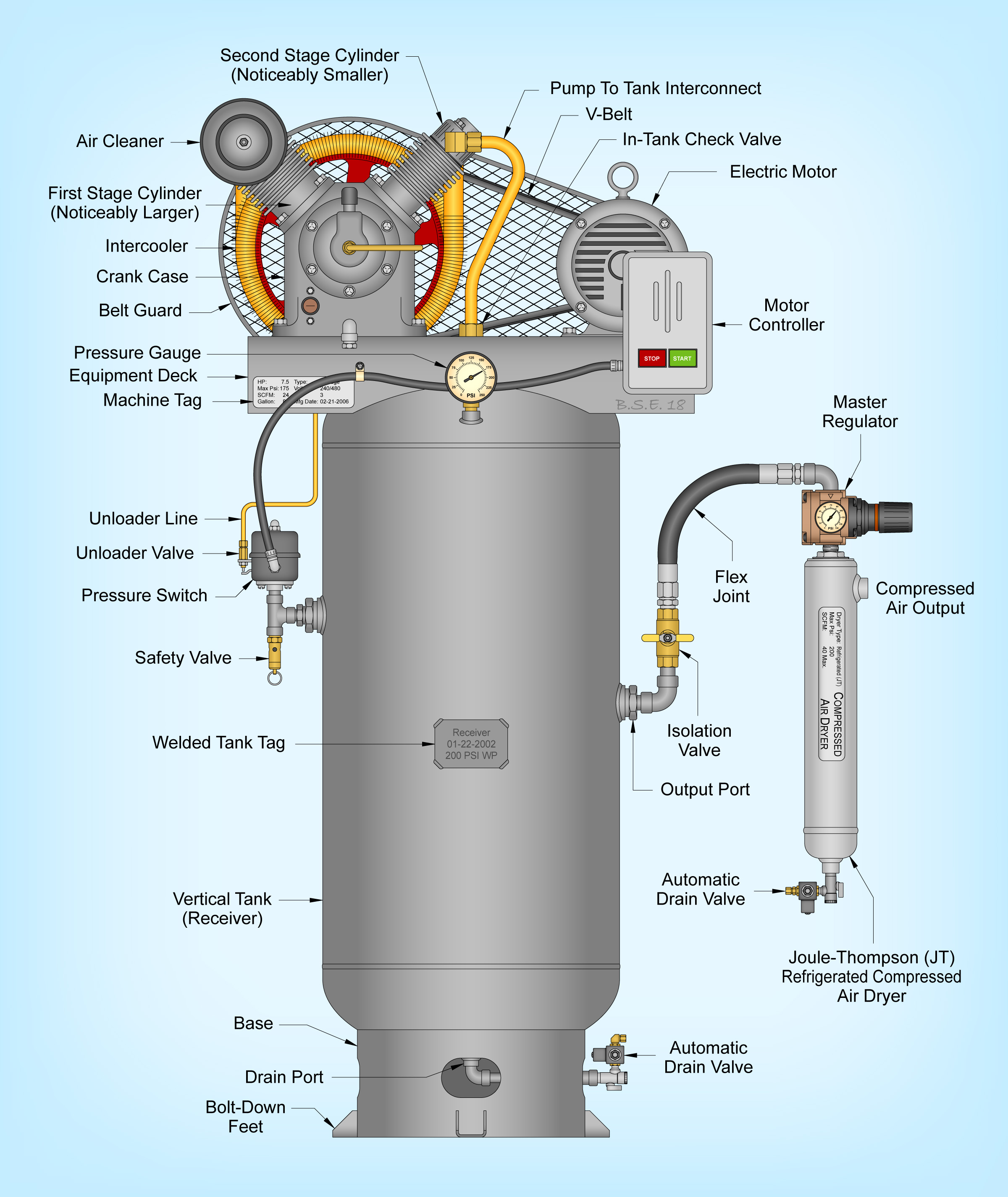
Ilustración técnica de un compresor de aire de dos etapas

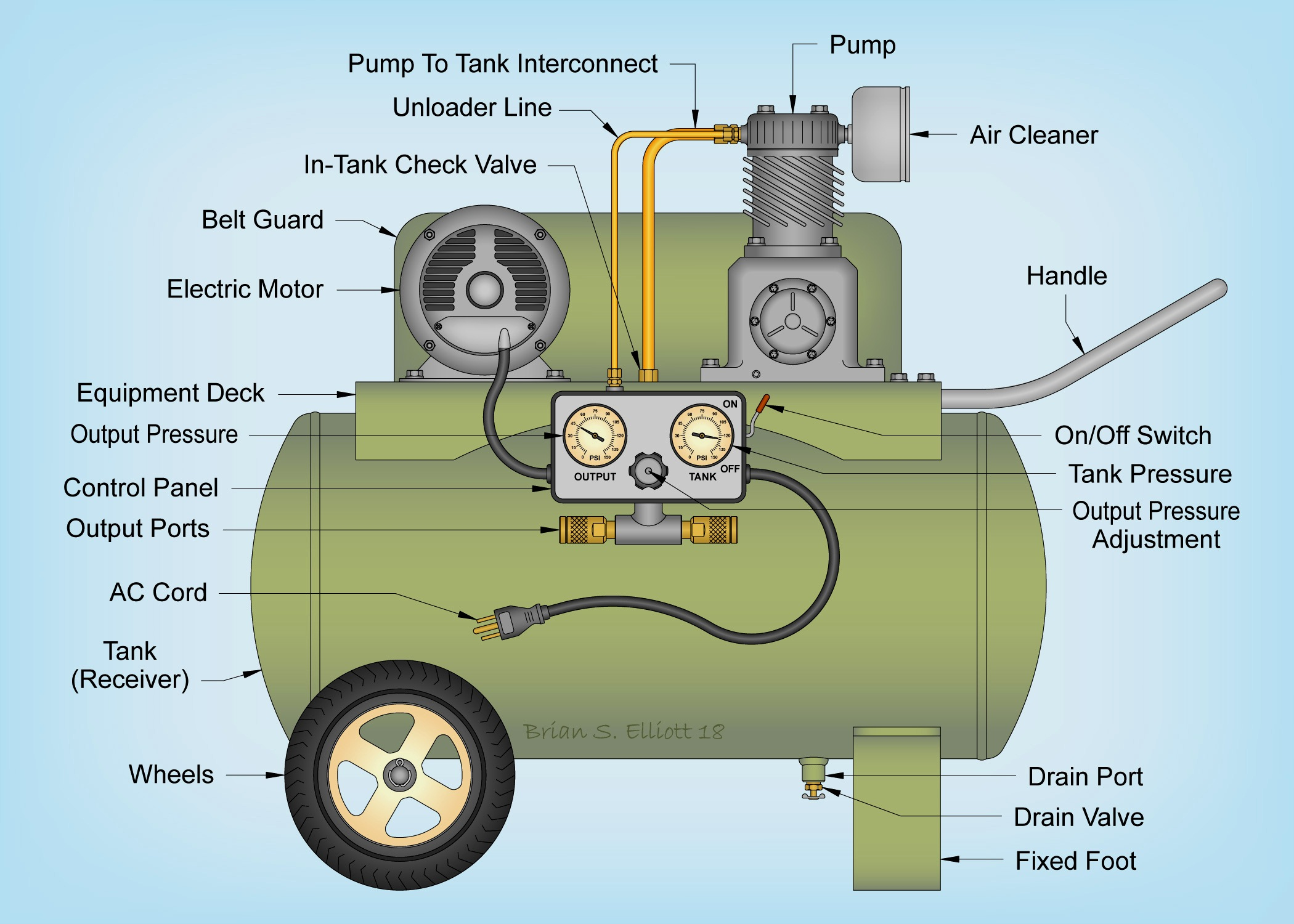
Ilustración técnica de un compresor de aire portátil de una etapa

- Tipo de pistón: los compresores de aire utilizan este principio al bombear aire a una cámara de aire mediante el uso del movimiento constante de los pistones. Usan válvulas unidireccionales para guiar el aire hacia adentro y hacia afuera de una cámara cuya base consiste en un pistón en movimiento. Cuando el pistón está en su carrera descendente, aspira aire a la cámara. Cuando esta encendido Ilustración técnica de un compresor de aire de dos etapas En su carrera ascendente, la carga de aire se expulsa y entra en un tanque de almacenamiento. Los compresores de pistón generalmente se dividen en dos categorías básicas, de una etapa y de dos etapas. Los compresores de una sola etapa generalmente caen en el rango de fraccional a 5 caballos de fuerza. Los compresores de dos etapas normalmente caen Ilustración técnica de un compresor de aire portátil de una etapa en el rango de 5 a 30 caballos de fuerza. Los compresores de dos etapas proporcionan una mayor eficiencia que sus contrapartes de una sola etapa. Por esta razón, estos compresores son las unidades más comunes dentro de la comunidad de pequeñas empresas. Las capacidades de los compresores de una etapa y de dos etapas generalmente se proporcionan en caballos de fuerza (HP), pies cúbicos estándar por minuto (SCFM)* y libras por pulgada cuadrada (PSI). *En menor medida, algunos compresores están clasificados en pies cúbicos reales por minuto (ACFM). Otros están clasificados en pies cúbicos por minuto (CFM). El uso de CFM para clasificar un compresor es incorrecto porque representa un caudal que es independiente de una referencia de presión. es decir, 20 CFM a 60 PSI.
- Compresores de tornillo rotativo: utilizan compresión de desplazamiento positivo haciendo coincidir dos tornillos helicoidales que, cuando se giran, guían el aire hacia una cámara, cuyo volumen disminuye a medida que giran los tornillos.
- Compresores de paletas: utilice un rotor ranurado con distintas posiciones de las palas para guiar el aire hacia una cámara y comprimir el volumen. Este tipo de compresor entrega un volumen fijo de aire a altas presiones.

### Desplazamiento dinámico
Los compresores de aire de desplazamiento dinámico incluyen compresores centrífugos y compresores axiales. En estos tipos, un componente giratorio imparte su energía cinética al aire, que finalmente se convierte en energía de presión. Estos usan la fuerza centrífuga generada por un impulsor giratorio para acelerar y luego desacelerar el aire capturado, que lo presuriza.

## Enfriamiento
Debido al calentamiento adiabático, los compresores de aire requieren algún método para eliminar el calor residual . Por lo general, se trata de alguna forma de refrigeración por aire o agua, aunque algunos compresores (en particular los rotativos) pueden enfriarse con aceite (que a su vez se enfría con aire o agua). Los cambios atmosféricos también se consideran durante el enfriamiento de los compresores. El tipo de enfriamiento se determina considerando factores como la temperatura de entrada, la temperatura ambiente, la potencia del compresor y el área de aplicación. No existe un solo tipo de compresor que pueda utilizarse para cualquier aplicación.

## Aplicaciones

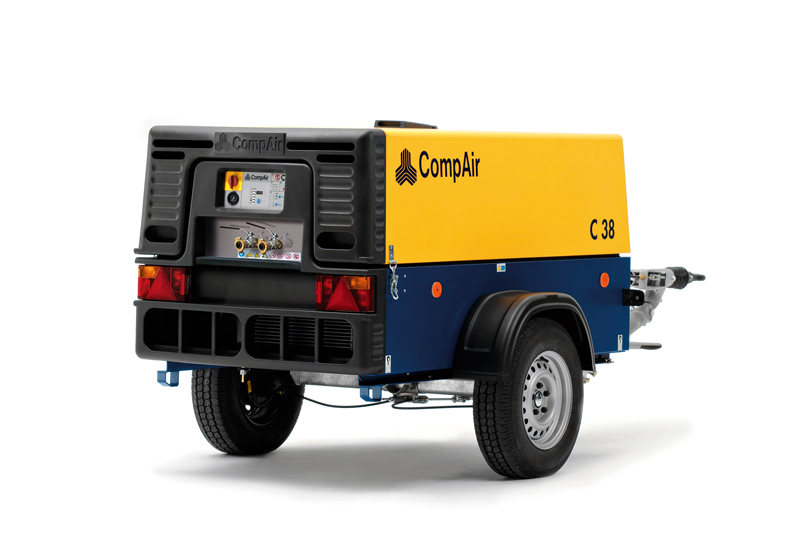
Compresor de aire portátil para herramientas eléctricas, como martillos neumáticos

Los compresores de aire tienen diversos usos, incluyendo: suministro de aire limpio a alta presión para llenar tanques de gas, suministro de aire limpio a presión moderada a un buzo sumergido con suministro de superficie, suministro de aire limpio a presión moderada para impulsar algunas válvulas del sistema de control HVAC neumático de edificios de oficinas y escuelas, suministrando una gran cantidad de aire a presión moderada para impulsar herramientas neumáticas, como martillos neumáticos, llenar tanques de aire a alta presión (HPA), para llenar neumáticos y producir grandes volúmenes de aire a presión moderada para procesos industriales a gran escala (como oxidación para coquización de petróleo o sistemas de purga de bolsas de plantas de cemento).
La mayoría de los compresores de aire son de pistón alternativo, de paletas rotativas o de tornillo rotativo. Los compresores centrífugos son comunes en aplicaciones muy grandes, mientras que los compresores de aire de tornillo rotativo, scroll y alternativo se prefieren para aplicaciones portátiles más pequeñas.
Los compresores de aire están diseñados para utilizar una variedad de fuentes de energía. Si bien los compresores de aire eléctricos y de gasolina/diésel se encuentran entre los más populares, los compresores de aire que utilizan motores de vehículos, tomas de fuerza o puertos hidráulicos también se usan comúnmente en aplicaciones móviles.
La potencia de un compresor se mide en HP (caballos de fuerza ) y CFM (pies cúbicos por minuto de aire de admisión). El tamaño de un galón del tanque especifica el volumen de aire comprimido (en reserva) disponible. Los compresores de gasolina/diésel se utilizan ampliamente en áreas remotas con problemas de acceso a la electricidad. Son ruidosos y requieren ventilación para los gases de escape. Los compresores eléctricos son ampliamente utilizados en plantas productivos, talleres y garajes con acceso permanente a la electricidad. Los compresores comunes de talleres o garajes son de 110-120 voltios o 230-240 voltios. Dependiendo del tamaño y el propósito, los compresores pueden ser estacionarios o portátiles.

## Mantenimiento

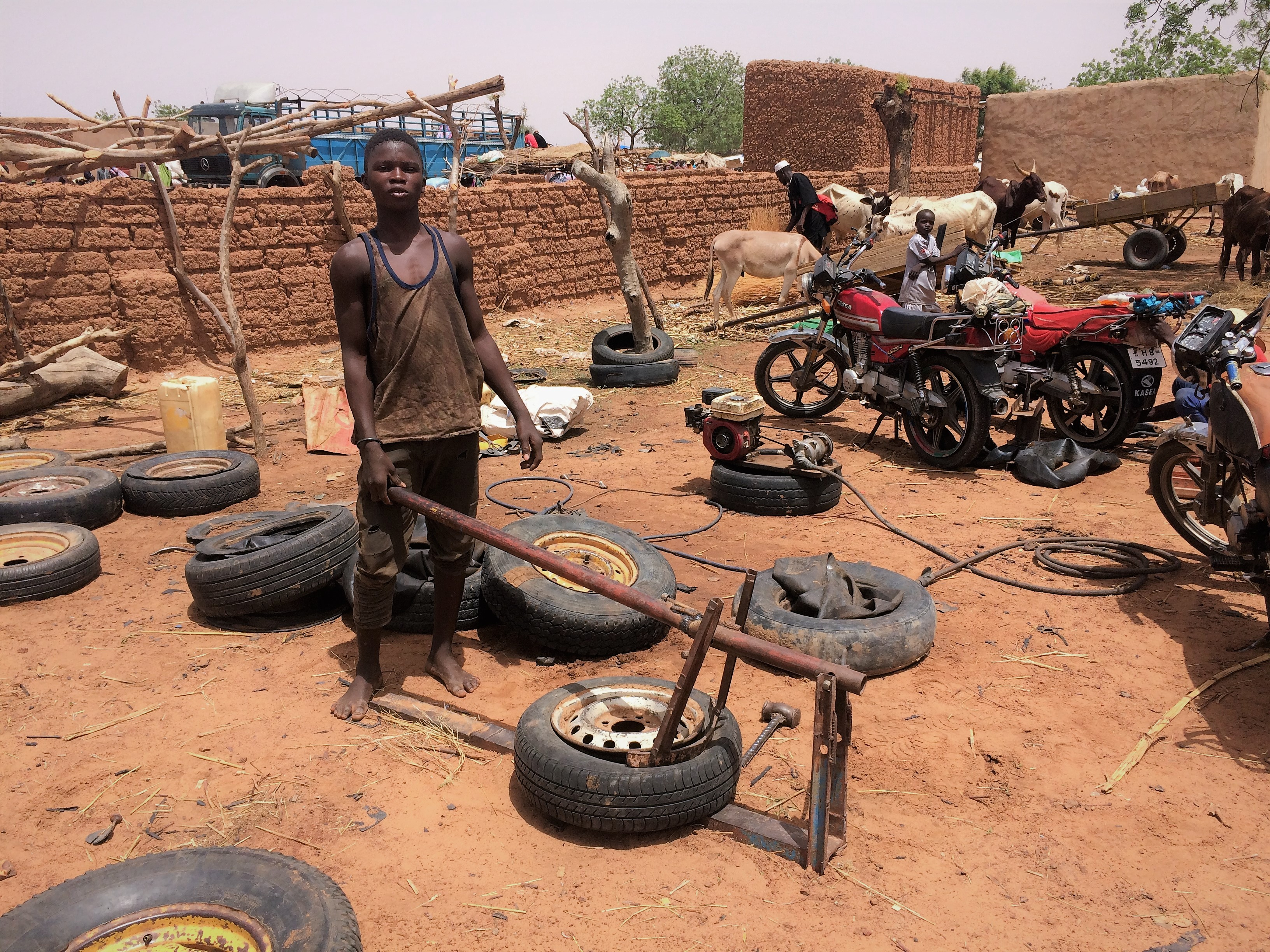
Un pequeño compresor de aire en uso en un taller de reparación de neumáticos de carretera en la aldea de Kodo, Níger.

Para garantizar que todos los tipos de compresores funcionen de manera eficiente sin fugas, es imperativo realizar un mantenimiento de rutina, como monitorear y reemplazar los accesorios del compresor de aire. La mayoría de los compresores de aire se pueden operar siguiendo las instrucciones del manual incluido, además de contar con las refacciones adecuadas para el correcto mantenimiento